# Wil Wheaton
Wil Wheaton (* 29. července 1972 Burbank, Kalifornie), vlastním jménem Richard William Wheaton III, je americký herec.
Narodil se v kalifornském Burbanku jako syn herečky Debbie O'Connorové a lékařského specialisty Richarda Williama Wheatona, Jr. Má dva sourozence, bratra Jeremyho a sestru Amy. Wil Wheaton debutoval na televizní obrazovce v roce 1981 ve filmu A Long Way Home, o rok později hrál v animovaném filmu The Secret of NIMH. V roce 1986 již hrál hlavní roli ve snímku  Stůj při mně, filmové adaptaci románu Tělo od Stephena Kinga.
V letech 1987 až 1990 hrál roli Wesleyho Crushera v prvních čtyřech řadách sci-fi seriálu Star Trek: Nová generace, který jej proslavil. V následujících sezónách seriálu příležitostně v jednotlivých dílech hostoval, jako Crusher se krátce objevil i ve filmu Star Trek: Nemesis (2002). Ve snímku Star Trek (2009) Wheaton namluvil hlasy několika Romulanů a v seriálu Star Trek: Picard si v roce 2022 zopakoval v jednom díle roli Wesleyho Crushera.
Po ukončení pravidelné „startrekové“ kariéry v roce 1990 hrál v různých filmech, známý je např. Flubber, objevil se v mnoha seriálech, jako jsou Krajní meze, Diagnóza: Vražda, Heuréka – město divů a Kriminálka Las Vegas. V seriálu Teorie velkého třesku hrál sám sebe. Věnuje se též dabingu v počítačových hrách (Grand Theft Auto: San Andreas, Grand Theft Auto IV, Tom Clancy's Ghost Recon 2 a další).
V komunitě geeků a nerdů je známý díky svému blogu Wil Wheaton Dot Net.